# Ibó Takahaši
Ibó Takahaši (japonsky: 高橋伊望, Takahaši Ibó; 20. dubna 1888 – 18. března 1947) byl japonský viceadmirál během druhé světové války. Sloužil jako velitel Floty jihozápadní oblasti.
V roce 1908 absolvoval 36. běh japonské císařské námořní akademie (海軍兵学校, Kaigun Heigakkó) v Etadžimě a v roce 1919 i Námořní válečnou akademii. V roce 1939 byl Takahaši povýšen na viceadmirála. Krátce před tím, než Japonsko rozpoutalo válku proti Spojeným státům sloužil Takahaši jako vrchní velitel japonské Třetí floty a později se účastnil invaze na Filipíny a do Nizozemské východní Indie. Od dubna do listopadu 1942 sloužil jako velitel Floty jihozápadní oblasti a poté byl odvelen na námořní základnu v Kure. Tam zůstal ve funkci velícího důstojníka až do svého odchodu z aktivní služby v roce 1944.